# Милан Топлица
Топлица Милан, познат и као Милан из Топлице, био је легендарни српски витез, који је, према предању, погинуо у Косовској бици 1389. године.
Недалеко од Прокупља у селу Вичи налази се кула Милана Топлице. У близини Ваљева налази се замак Берковац, замак Милана Топлице.

## Народне песме
Према народним песмама, он је рођен у Топличком крају, Прокупље, јужна Србија, а био је побратим Милоша Обилића и Косанчић Ивана. Непосредно пре битке себе је обећао девојци, Косовки девојци, која је после битке нашла Павла Орловића, тражећи вереника, кума и девера (Милана, Милоша и Ивана), по наводима из српске епске песме коју је забележио и објавио Вук Караџић почетком 19. века. Караџић је забележио да га називају војводом, а у циклусу песама о Марку Краљевићу познато је да носи титулу барјактара, тако да његова титула није са сигурношћу утврђена.

## На филму и у књижевности
У филму Здравка Шотре Бој на Косову из 1989. године лик Милана Топлице играо је Светозар Цветковић.
У романима Дејана Стојиљковића "Дуге ноћи и црне заставе" и "Олујни бедем" Милан Топлица је једна од централних личности. Приказан је као један од "господара границе" кнеза Лазара и врстан стрелац.